# Porto di Siracusa
Il porto di Siracusa è uno scalo marittimo commerciale e industriale, passeggeri, da pesca e turistico della costa jonica meridionale della Sicilia a servizio della città e dell'area di Siracusa.
Sebbene sia corretto indicare la struttura portuale di Siracusa come porto unico, va specificato che essa si compone in realtà di tre distinte aree portuali di competenza dell'autorità marittima del comune di Siracusa: due di queste sono il porto Grande e il porto Marmoreo (detto anche Lakkios o Piccolo), esse si trovano nei due opposti versanti dell'isola di Ortigia, dichiarata Patrimonio dell'umanità UNESCO, ma comunicano tra loro grazie ad un canale sormontato da due ponti (fino al 2014 tre). La terza area si trova invece a nord della città, oltre capo Santa Panagia, nella rada omonima, ed è costituito dal porto Rifugio e dal pontile di attracco per le attività petrolchimiche; qui ha sede la Sezione Staccata Santa Panagia della capitaneria di porto di Siracusa, la cui sede centrale si trova al Piazzale IV Novembre, all'imboccatura del porto Grande.
Il complesso portuale della città di Siracusa oltre ad annoverare uno dei più importanti pontili industriali d'Europa, può ospitare nelle sue due e comunicanti aree portuali circa 1000 imbarcazioni di diversa taglia, e questo fa di Siracusa uno dei più ampi porti della nautica da diporto.
Essendo l'intera area comunale affacciata sul mare, al di là dei tre approdi maggiori ve ne sono altri di minore entità siti in periferia che fanno parte del sistema portuale del comune e vengono gestiti dal circondario marittimo di Siracusa: essi sono il porticciolo di Ognina, sito nell'omonima baia, e il porticciolo di Fontane Bianche; entrambi siti a sud della città, nei pressi di Cassibile.

## Storia
Sorta sulla costa, per la città di Siracusa il mare ha sempre avuto un ruolo fondamentale. Gli approdi marittimi della città sono considerati tra i più antichi del Mediterraneo. Nella vasta baia naturale di Siracusa, al cui interno si sviluppa il porto Grande, si sono susseguiti eventi memorabili, tra i quali si contano battaglie navali di straordinaria importanza, con un numero imprecisato di navi incendiate e affondate.

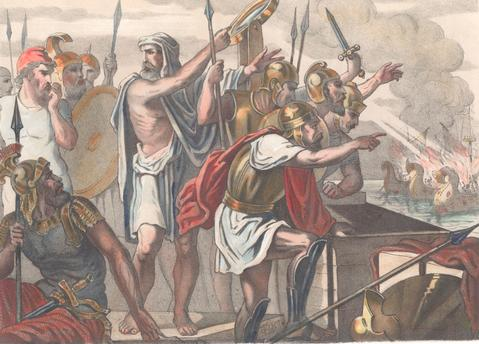
Archimede e la difesa del porto di Siracusa

Dal porto ne uscì distrutta la flotta dell'esercito ateniese e altrettanto malemente quella dell'esercito romano, le cui navi vennero date a fuoco dalle invenzioni di Archimede che seppe sfruttare il cocente sole che caratterizza il clima siracusano. Qui furono inventate e costruite le navi dell'antichità: le quadrireme e le quinqueremi, presso l'arsenale greco di Siracusa sito nel Lakkios, ovvero nel porto Marmoreo della città. Ma il porto di Siracusa oltre che una funzione militare ha sempre ricoperto anche un importante ruolo commerciale: se in epoca ellenistica venne fatta uscire da qui la Siracusia, ovvero la nave più grande dell'antichità nata e costruita al porto di Siracusa e poi data in dono al faraone dell'Egitto tolemaico, così grande che solamente pochi porti del mondo all'epoca conosciuto erano in grado di ospitarla, in epoca romana il porto di Siracusa divenne il principale centro di esportazione e importazione di merce per l'antica Roma. Nel 61 d.C. approdò nel porto l'apostolo Paolo di Tarso, rimanendo in città per tre giorni, prima di salpare alla volta di Roma.
Nei secoli successivi si susseguirono altri importanti eventi al porto di Siracusa, che lo caratterizzarono fino all'epoca moderna. Dopo l'Unità d'Italia si diede l'avvio alla costruzione delle banchine e dei moli Zanagora e S. Antonio. Nei primi del '900 il porto di Siracusa conobbe un periodo di grande vivacità commerciale e di traffico passeggeri: esso era infatti servito da diverse linee postali: Napoli-Siracusa-Malta-Tripoli; e le minori di Palermo-Siracusa-Malta e Palermo-Siracusa. Venne inoltre attivato il collegamento marittimo diretto con Malta e fu posizionato il troncone ferroviario per la stazione marittima di Siracusa.

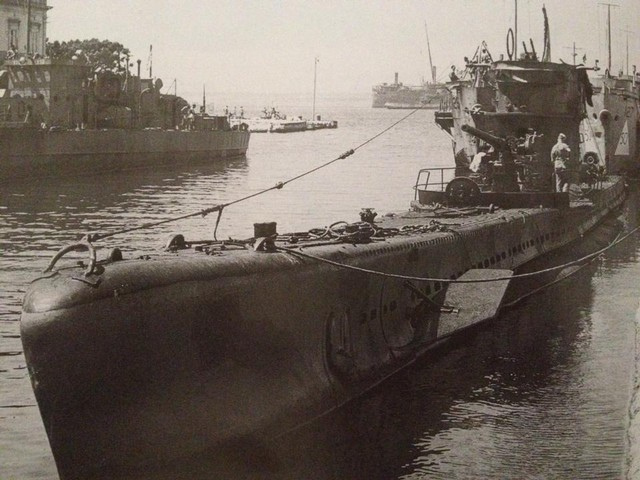
Sottomarino da guerra all'interno del porto di Siracusa

Nel 1925 il porto raggiunse la sua cifra record di traffico passeggeri con le 65.000 unità l'anno. Anche la movimentazione delle merci andava molto bene, sfiorando le 200.000 tonnellate l'anno. Quando la nave rappresentava il principale mezzo per la movimentazione mercantile Siracusa era tra i porti più rilevanti d'Italia e d'Europa in tal settore: si esportava il carbone e il legname, gli agrumi - settore nel quale ancora oggi la città primeggia - venivano spediti nei principali porti della Germania, dell'Inghilterra e dell'America. Si esportavano inoltre l'asfalto, proveniente da Ragusa grazie al collegamento ferroviario marittimo, e la pece. 
Negli anni della prima guerra mondiale il porto di Siracusa venne dichiarato scalo principale di tutte le navi merce che andavano e venivano dall'Oriente. 
Il 22 ottobre 1917 nasce la 19ª Sezione FBA nel molo Zanogora, con 4 FBA Type H ed il 30 maggio diventa la 283ª Squadriglia che resta fino al gennaio 1919. 
Nel ventennio fascista il porto aretuseo fu lo scalo dal quale partivano i soldati e gli emigranti italiani diretti in Libia e in generale nelle colonie italiane d'Africa. Con lo scoppio della seconda guerra mondiale il porto di Siracusa vide alcune delle più importanti navi da guerra transitare al suo interno. Negli anni '60 fu la volta del commercio mercantile derivato dal nuovo polo petrolchimico siracusano ma con la costruzione di altri pontili presso Augusta il porto di Siracusa venne tagliato fuori dal commercio petrolifero, con l'eccezione della rada di Santa Panagia. Il declino giunse negli ultimi decenni del '900 a causa della concorrenza dei porti che circondano Siracusa: a sud con l'apertura ai traffici del porto di Pozzallo che concentrò su di sé il commercio ibleo (ed è proprio Pozzallo che ha sostituito il collegamento da/per Malta che un tempo era invece attivo a Siracusa), e a nord con il rilancio del porto di Catania, inserito in contesto internazionale.
Negli ultimi tempi il porto di Siracusa ha sempre più consolidato un ruolo puramente diportistico che tuttavia favorisce l'aumento del turismo, ed è proprio attorno a quel che riguarda questa voce che si stanno sviluppando i nuovi progetti siracusani: di recente è stata riqualificata la Marina di Siracusa, ovvero la sede della banchina del porto Grande; a differenza della maggior parte delle tipiche banchine portuali, questa rappresenta per i siracusani anche un centro di passeggio e svago, la sua lunghezza è stata portata a 350 metri. Attualmente Siracusa figura come punto di passaggio per le navi da crociera che, ancora timidamente, vi giungono da più parti del Mediterraneo, ma con l'ultimazione dei lavori per la riqualificazione del molo Sant'Antonio lo scopo è quello di diventare punto di partenza per queste grandi navi. Sembrava inoltre essere giunto a un punto di svolta definitivo l'ambizioso progetto del porto turistico denominato Marina di Archimede, la cui realizzazione è stata messa in vendita nella seconda metà del 2016. Il progetto, nato nel 2009 e portato avanti tra le polemiche delle associazioni ambientaliste cittadine che tra l'altro contestavano la costruzione di un'isola artificiale, è stato definito ambizioso in quanto si pone come obiettivo quello di dotare il porto di Siracusa di altri 600 posti barca e di un vero e proprio terminal del mare, risulta ancora oggi una parziale incompiuta. 

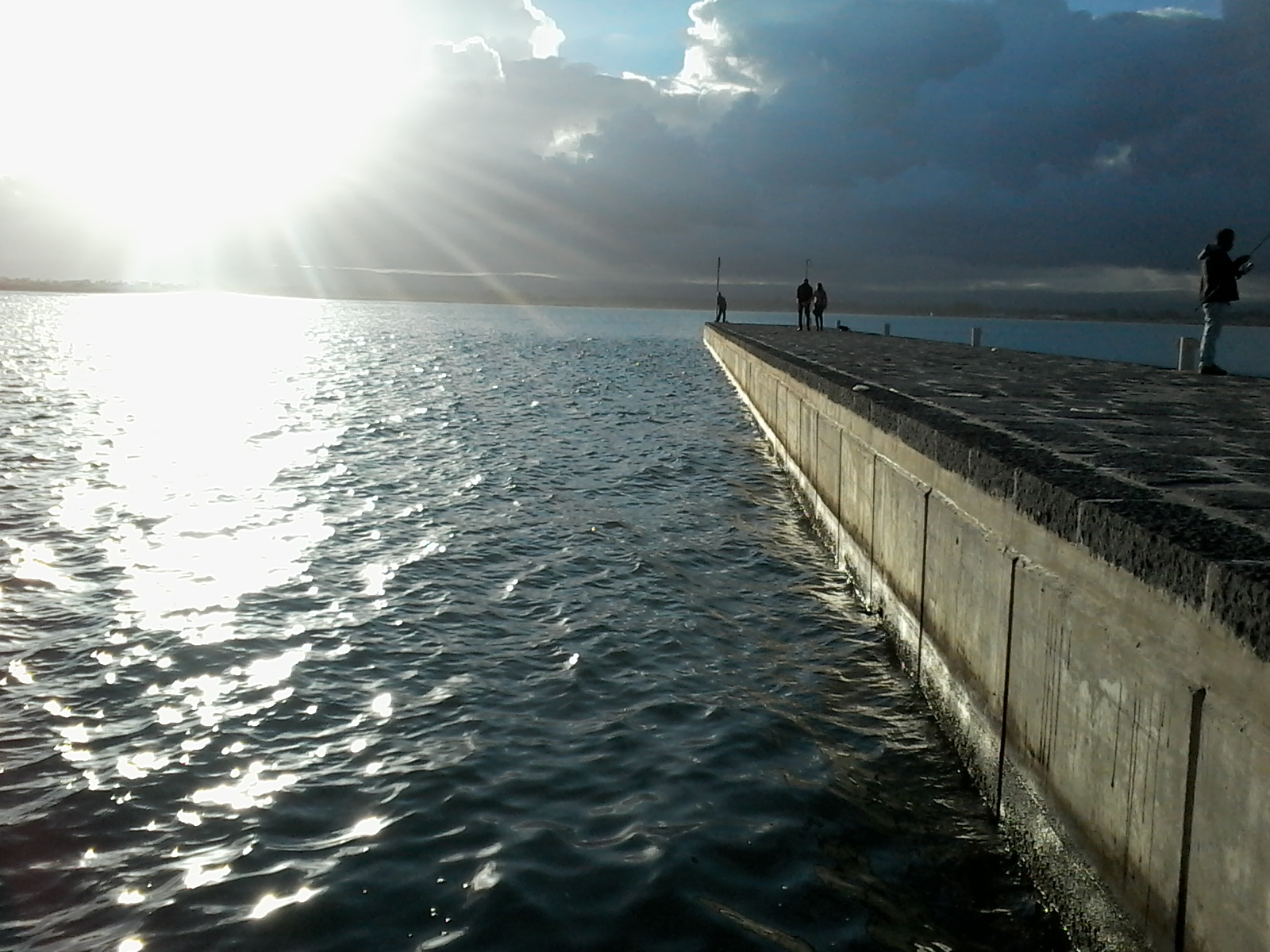
Il molo del porto di Siracusa nei pressi della Marina, Foro Italico

Il 4 ottobre 2017 è stata inaugurata la banchina 3 del porto, con una lunghezza di 300 m, permettendo finalmente l'attracco di navi da crociera che consentiranno l'ampliamento dello sviluppo turistico.

## Amministrazione del porto

### Storia moderna e inquadramento generale

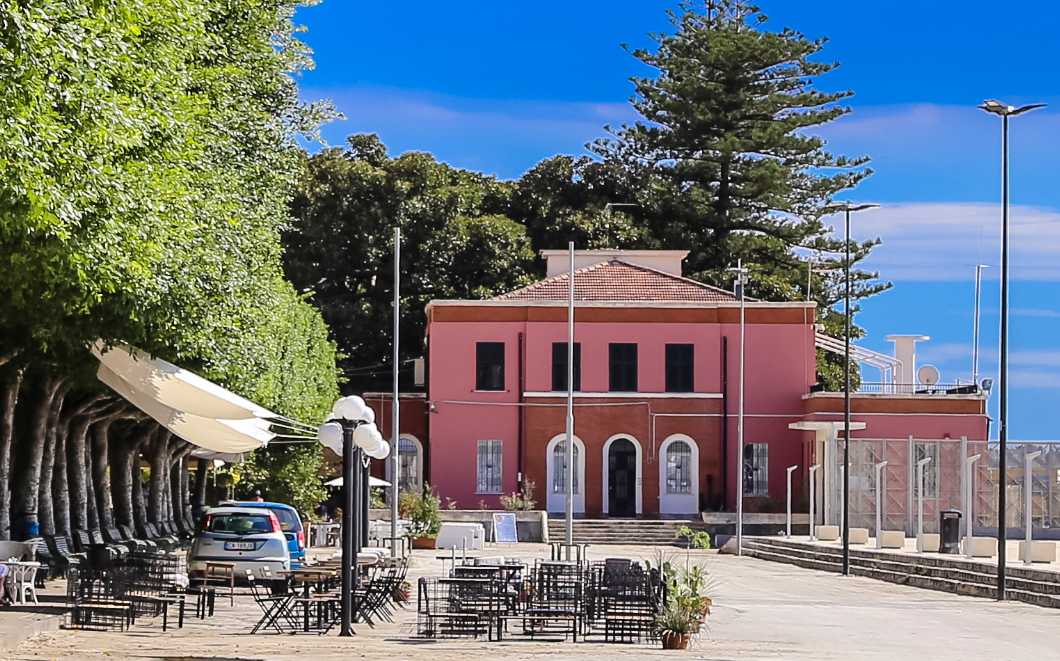
La villetta Aretusa, prima sede del circondario marittimo di Siracusa e ancora sede di mezzi navali

Nel 1865, anno del decreto che istituiva la nascita del Corpo delle capitanerie di porto - Guardia costiera, l'area marittima di Siracusa non disponeva di una propria capitaneria ma era sede di un circondario marittimo la cui giurisdizione territoriale comprendeva l'area di Siracusa fino a quella di Terranova, ovvero di Gela, estendendo quindi la sua amministrazione dalla Sicilia sud-orientale alla Sicilia centrale, ma con dipendenza dalla capitaneria di porto di Catania. Dunque il circondario marittimo fu il primo organo portuale della Siracusa moderna: il comandante del porto aveva il grado di ufficiale di 1ª classe. La sede del circondario era presso la villetta Aretusa (Foro Italico). Tuttavia nel 1876 un regio decreto dimezzò l'area di pertinenza del circondario marittimo aretuseo, togliendogli l'autorità sull'area del ragusano e del nisseno e stabilendo i suoi confini fino a Pachino.
Siracusa venne classificata come Ufficio di Sanità Marittima di 1ª Classe. Vennero nel contempo istituite le delegazioni di spiaggia per il porto di Avola, Noto e Marzamemi. Nel 1908 Siracusa divenne sede di una propria capitaneria con l'istituzione del compartimento marittimo, il quale comprendeva l'intera provincia siracusana, che all'epoca annoverava ancora tutto il ragusano, per cui l'area di competenza marittima ascriveva al suo interno il porto di Scoglitti (Vittoria) a sud e il porto di Augusta a nord. Rispondeva al compartimento di Siracusa inoltre l'Ufficio locale marittimo del porto di Pozzallo.

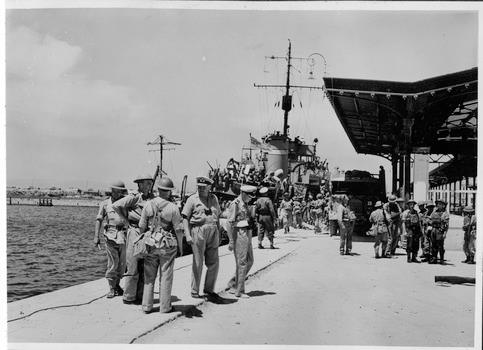
Soldati Alleati davanti alla sede della capitaneria di porto di Siracusa (ex stazione marittima)

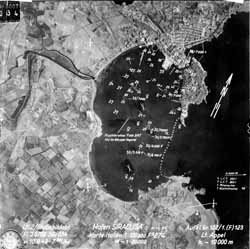
10 agosto 1943: i tedeschi della Luftwaffe identificano le navi bersaglio all'interno del porto Grande di Siracusa

Durante la seconda guerra mondiale, nel 1942, nello scegliere le sedi delle nuove direzioni marittime il governo italiano decise che la più ampia area marittima siracusana dovesse dipendere dal corpo amministrativo catanese. Tuttavia nel 1943 con lo sbarco degli alleati in Sicilia e la conquista di Siracusa fu il porto di Siracusa ad essere scelto dagli anglo-americani come sede principale per la dislocazione di tutti i loro mezzi navali, passando quindi sotto le loro dipendenze, con la città di Siracusa nominata sede dell'AMGOT (il governo degli Alleati), valevole per tutta quanta la Sicilia.
Già nel 1944 il porto di Augusta risultò fuori dall'amministrazione marittima aretusea, poiché il suo circondario venne assegnato alla capitaneria di Catania (e tale rimarrà fino al 1971 quando elevandosi esso stesso a capitaneria di porto acquisirà amministrazione dalla punta della penisola di Magnisi, all'epoca parte del territorio comunale di Siracusa, fino al fiume Simeto).
Nel 1994 è avvenuta un'ulteriore riforma dei porti con una nuova classificazione degli stessi, dividendo i porti in 1ª classe (rilevanza economica internazionale), 2ª classe (rilevanza economica nazionale) e 3ª classe (rilevanza economica regionale). Il ministro dei trasporti e della navigazione ha ritenuto che il porto di Siracusa rientrasse nella 2ª classe, stabilendo ciò in base ai volumi di traffico annuale, al potenziale bacino di utenza, prospettive logistiche e altre simili prerogative. Ma la classificazione del porto di Augusta come porto di 1ª classe (in quanto sede di più pontili industriali e sede della Nato e della Marina militare italiana) ha fatto sì che venisse istituita per quel porto un'Autorità portuale, figura che si occupa dell'intera gestione del porto e figura che Siracusa non può annoverare per il volume dei propri traffici; il porto di Siracusa infatti rimasto indipendente dall'A.p. augustana viene gestito dalla Regione Sicilia per quel che concerne beni e servizi. In tal senso la situazione portuale del siracusano rientra in uno di quei rarissimi casi dove l'influente figura dell'A.p. non risiede nel porto del capoluogo, nonché maggiore centro, ma in uno della sua provincia.

## Caratteristiche

### La struttura portuale

#### Il porto Grande
Il porto Grande è un ampio porto naturale sito all'interno della baia di Siracusa, la quale è formata a ovest dalla punta dell'isola di Ortigia e a est dalle propaggini rocciose di Punta Castelluccio. Il Castello Maniace ne domina l'imboccatura nord. All'interno del porto sbocca il fiume Anapo generando una corrente costante d'acqua.
Posti Barca
280 posti barca suddivisi in:
- 100 nella Banchina Foro Italico
- 180 presso Marina Yachting.

#### Il porto Marmoreo
- Banchina Santa Lucia ormeggio libero, 30 posti barca (piccolo tonnellaggio)[17];
- Approdo S. Lucia pontili galleggianti per diporto, 130 posti barca servizi vari;
- Lega Navale Italiana pontili in legno per diporto, 300 posti barca servizi vari;
- Circolo Velico Ribellino pontili in legno per diporto, 150 posti barca servizi vari;
- Circolo Velico Aretusa pontili galleggianti per imbarcazioni a vela, 30 posti barca piccolo tonnellaggio (stagionale);
- Yacht Club Lakkios può ospitare imbarcazioni di lunghezza fino a 16 metri ed un pescaggio di 3 metri con servizi su 80 metri perimetrali di banchina ed un molo galleggiante di 50 metri.

#### Rada di Santa Panagia
La Rada di santa Panagia svolge un ruolo strategico per la movimentazione del grezzo della raffineria ISAB. Per quanto la sua vicinanza alla città comporti dei problemi di fruizione turistica del litorale nord, esso costituisce una voce importante nella creazione del PIL della città e dell'intera provincia.

## Il ruolo diportistico e turistico

### L'apertura alle navi da crociera
L'esigenza di un utilizzo diportistico e crocieristico del Porto Grande si è manifestata sin da quando la città, negli anni 2000, si è aperta maggiormente alla sua vocazione turistica. Per questa ragione sono seguite delle iniziative di investimento per la realizzazione di porti turistici e di un porto adeguato al pescaggio delle navi da crociera. Il problema infatti, della mancata fruizione crocieristica è soprattutto legato al fondale, ma anche alla creazione di strutture atte ad accogliere le navi.
Importanti passi in avanti si sono fatti con la riqualificazione del Porto della Marina, ma anche con la creazione di pontili privati per l'attracco e l'assistenza di piccole imbarcazioni. Tuttavia restano da completare tutti quei lavori, fermi da anni, per la realizzazione del porto turistico Archimede e dell'adeguamento del porto commerciale.

## Guardia Costiera - Capitaneria di Porto

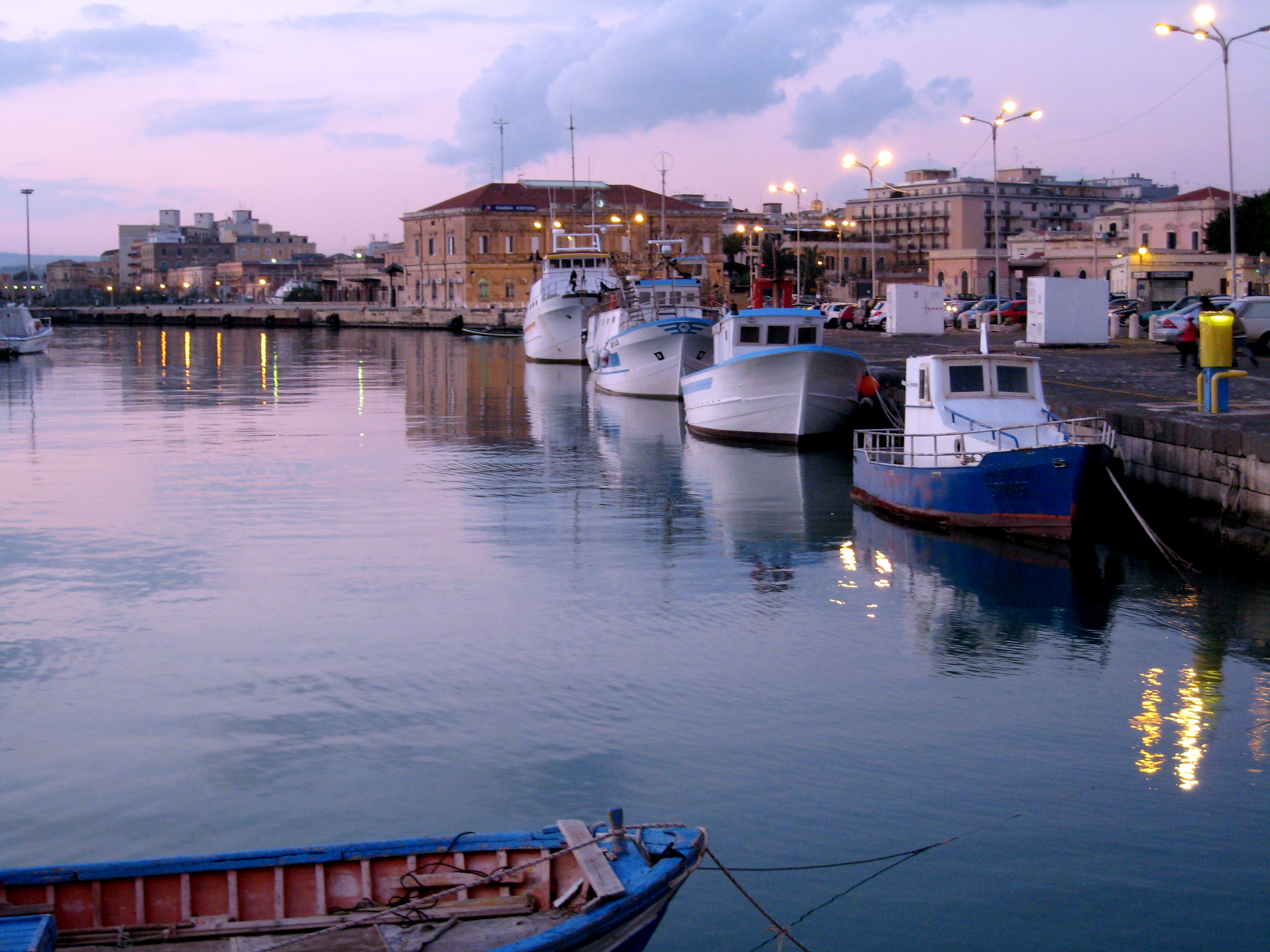
La sede della Capitaneria di Porto vista in lontananza dal molo presso la Marina.

La Capitaneria di Porto di Siracusa ha sede al Piazzale IV Novembre, nei pressi del ponte Umbertino. Essa è regolamentata dalla Marina Militare - Ministero della difesa ed è l'edificio sede del comandante del porto. Si occupa della salvaguardia e tutela del territorio marittimo; controlla le imbarcazioni, la pesca, la sicurezza in mare, quindi la navigazione, operazioni di salvataggio e il rispetto delle coste.

## Lega Navale Italiana
La Lega Navale Italiana - Sezione di Siracusa, nasce dalla fusione del Circolo Nautico Juvenilia (nato il 1º ottobre 1948), con la Lega Navale Italiana, eretta a Ente Morale con Regio Decreto del 28 febbraio 1907, ma derivata essa stessa dall'omonima Associazione Nazionale fondata a La Spezia nell'anno 1897. Oggi la sede principale è a Roma con delle filiali distaccate su tutto il territorio italiano. Nel 1985, pur diventando parte di questo progetto nazionale, la Sezione di Siracusa, ha potuto mantenere il ricordo dell'originaria fondazione locale denominando la propria sede "Palazzina Juvenilia", chiaro riferimento alle radici marinare del primo ente territoriale.

### Regate con tappa al porto di Siracusa

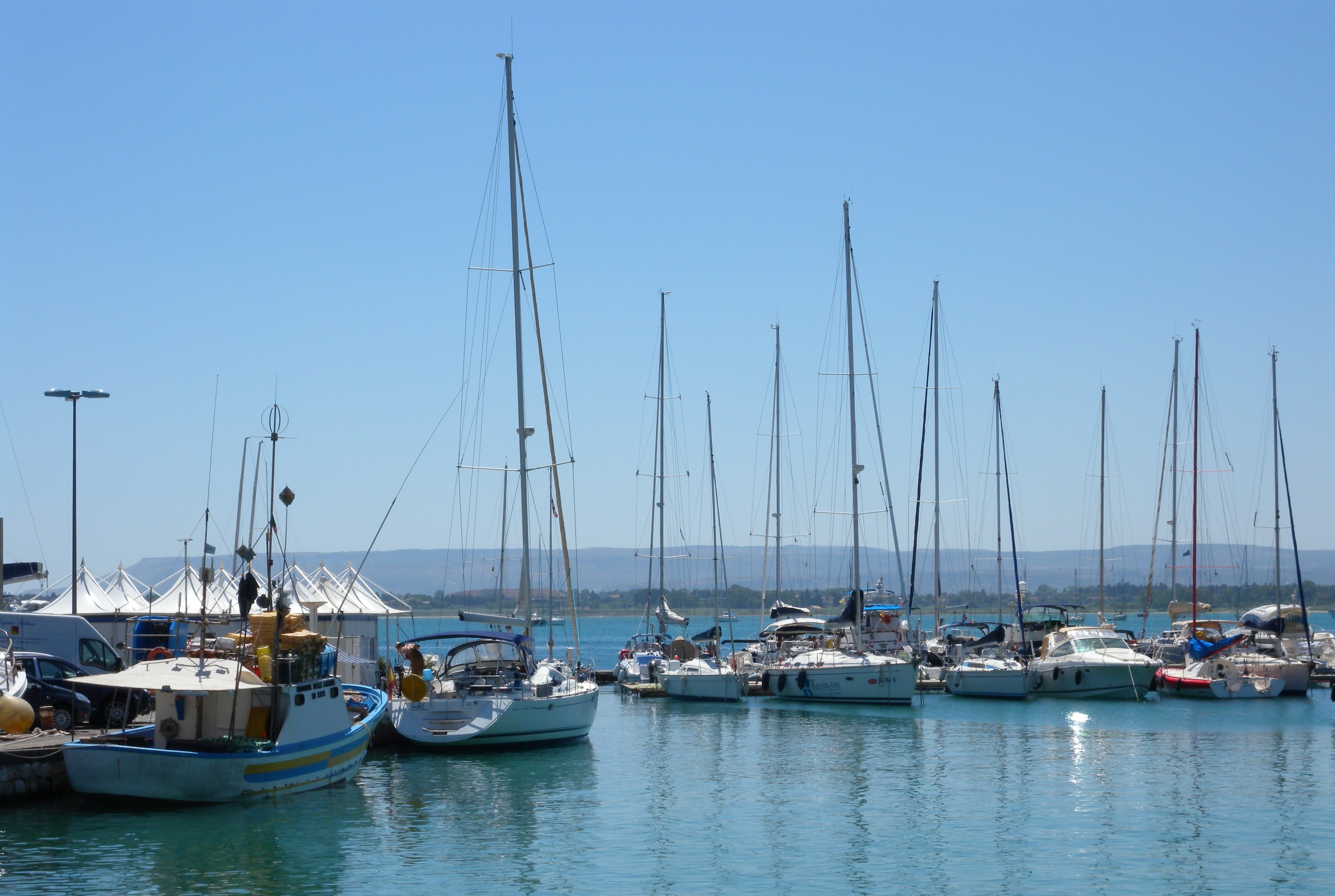
Barche a vela ormeggiate nel porto Grande di Siracusa

La Palazzina Juvenilia, altrimenti detta sede della LNI, è posta al porto Marmoreo aretuseo, in viale regina Margherita. Dalla sua fondazione fino ai giorni attuali, la Sezione di Siracusa ha organizzato molti eventi mirati al contatto con il mare; tra questi particolare annotazione meritano le tante regate sportive portate a compimento. 
- La regata internazionale Siracusa-Malta è la più prestigiosa regata che si svolge al porto di Siracusa, in quanto è la più antica, nasce infatti nel 1952. Vi partecipano circa 100 yachts con partenza da La Valletta negli anni pari e partenza da Siracusa negli anni dispari
- La Rotta del Vino: Marzamemi – Siracusa – Riposto; cambia il suo ordine negli anni dispari e come palesa il nome "Rotta del vino" è mirata al passaggio in mare in quelle zone famose da secoli per la loro cultura vinicola.
- Il Trofeo Bruno Magnano - Rotta del Vino – Marina di Ragusa - Siracusa; come la sopracitata attraversa per mare un'altra rotta vinicola
- La Regata Odyssail - sulla rotta di Ulisse, con passaggio Carloforte - Siracusa e Siracusa - Argostoli; questa regata parte dalla Sardegna e attraversa i principali porti del Mediterraneo per poi raggiungere il traguardo ad Atene, passando per: Spagna, Italia (con approdo nei porti di Venezia, Brindisi, Napoli, Siracusa, Trapani e Carloforte), Israele, Jugoslavia, Libia, Grecia

Vanno inoltre menzionate la regata siracusana e maltese per i velisti disabili, iniziativa nata nel 2005 e titolata Un mare senza barriere e numerose altre regate velistiche: Natale in Vela; Trofeo Galofaro; Yachting Memories e diverse altre.